# ブラジルのスポーツ
ブラジルのスポーツでは、ブラジルにおけるスポーツ事情について記述する。

## オリンピック
ブラジルが、これまで最も多くメダルを獲得した夏季オリンピックは2021年東京大会の21個であり、最も多くのメダルを獲得した夏季オリンピック競技はバレーボール（ビーチバレーを含む）の24個である。一方、冬季オリンピックでのメダル獲得は1度もない。

## サッカー

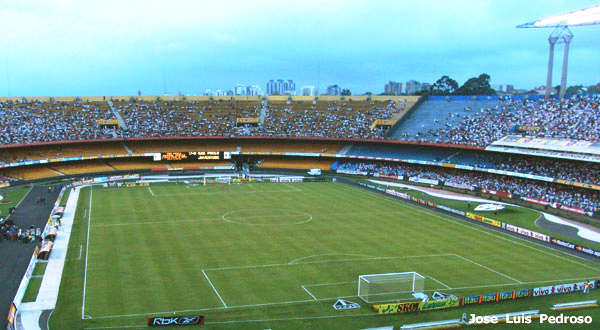
エスタジオ・ド・モルンビー

世界最強とも称されるサッカーブラジル代表は、FIFAワールドカップにおいて大会史上最多である5度の優勝を誇り、優勝候補の常連国のひとつである。ブラジル代表は第1回大会以来、本大会に連続出場を続ける唯一の代表国でもあり、またFIFAランキングの1位に位置するなど世界最強国の一角として君臨している。
クラブ選手権レベルでは、UEFAチャンピオンズリーグの優勝クラブを退けて過去3度トヨタカップ王者となったサンパウロFCや、それに続く2度の優勝を達成しているサントスFCなど、世界有数の強豪チームがブラジルリーグには揃っている。日本人選手も元サッカー日本代表の三浦知良や前園真聖を筆頭に、2020年には本田圭佑がボタフォゴFRでプレーした。

### セレソン
ブラジル代表のユニフォームはカナリアイエローを基調としており、ブラジル代表は「セレソン」もしくは「カナリア軍団」と呼ばれる。「セレソン」というのは、「代表」という意味を持ち、サッカーが国技化しているブラジルにおいては「セレソン」という称号は栄誉そのものである。
ブラジル国民は世界有数の強豪であるブラジル代表に対して特別な感情を抱いており、負けると選手や監督に多くの批判を浴びせることもある。例えば1990年のFIFAワールドカップイタリア大会の決勝トーナメント初回戦で敗退した際に、帰国時に激怒した国民から襲われるという危険性があるために監督を含めメンバー全員の帰国日時、ルートが極秘にさればらばらに帰国したケースがあるほか（実際に監督の親族の家が襲撃されたために、親族は一時的に避難した）、「歴代最強チーム」と呼ばれ大きな期待がかけられた2006年のFIFAワールドカップドイツ大会において決勝トーナメントでフランス代表に敗れたことに国民が激怒したため、帰国する選手達に空港でブーイングし、最も期待されていたロナウジーニョの像を燃やすほどであった。これは、ブラジル代表が毎大会、優勝候補の一角となり大きな期待を背負うからでもある。

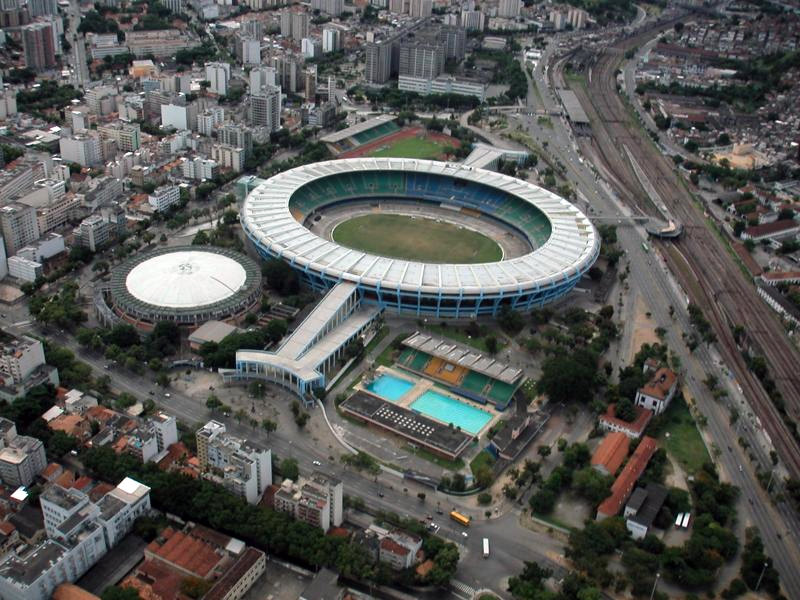
エスタジオ・ド・マラカナン。

その国民のサッカーに対する情熱を語るエピソードが1950年に自国ブラジルで開催されたFIFAワールドカップブラジル大会の決勝戦である。引き分け以上で優勝が決まる最終戦で、20万人の観客を前にしてアウェイだったウルグアイ代表にまさかの逆転負けを喫してしまい、ウルグアイ代表（ロス・チャルーアズ）が戦後初のワールドカップ王者に輝いた事件である。ブラジルサッカー史上過去最高の自殺者、ショック死（優勝したしないにかかわらず、ほぼ毎回発生すると報道されている）や失神する人が発生するほどの事態となった（詳細はマラカナンの悲劇を参照）。またビーチサッカーやフットサル、ブラインドサッカーも世界トップクラスで、近年ではサッカーを引退した選手を中心に「ショーボール」も盛んである。

### 歴代選手

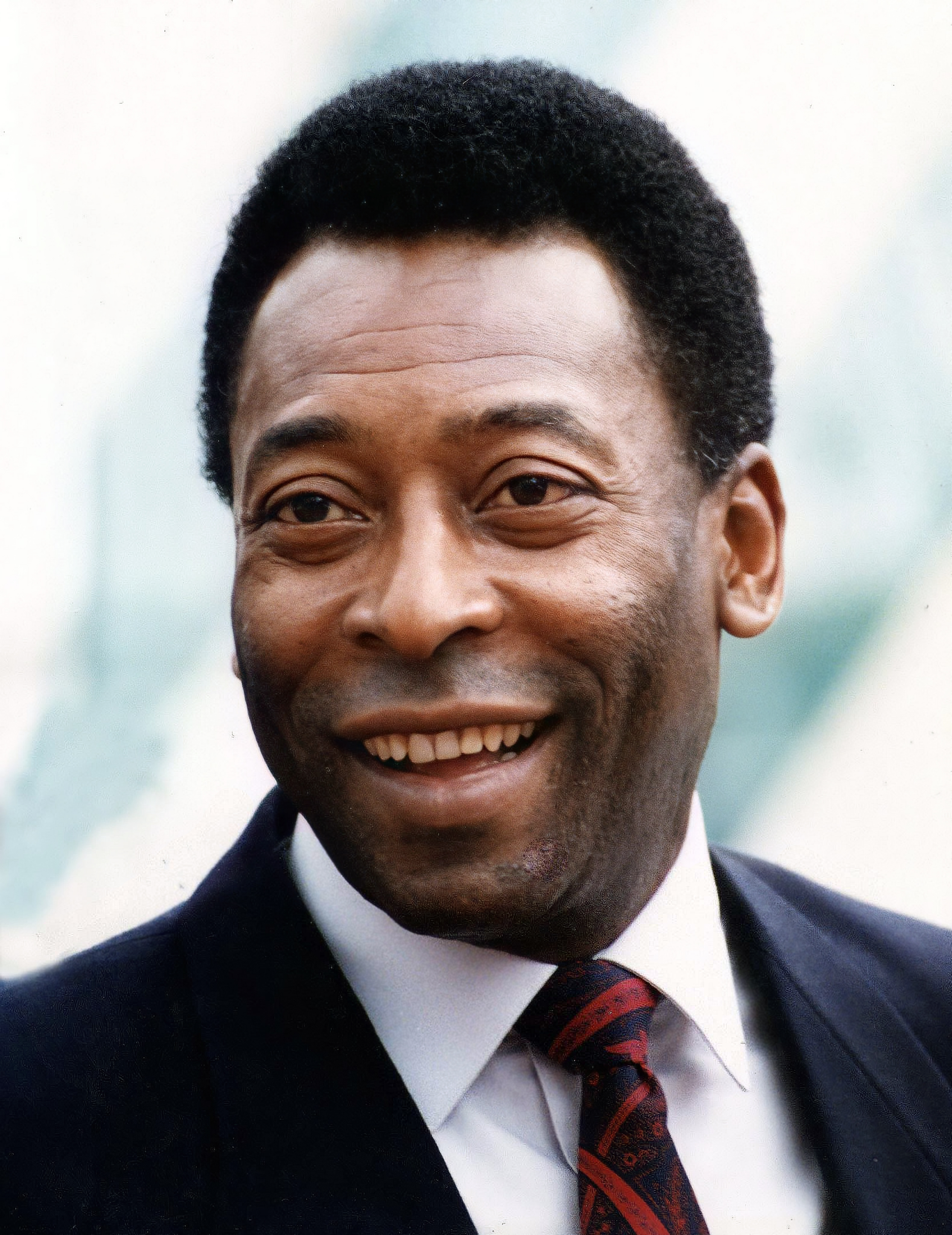
ペレ

またブラジルは人材の面でも、アルツール・フリーデンライヒ、レオニダス、ザガロ、ガリンシャ、ペレ、トスタン、ジーコ、ファルカン、ソクラテス、ライー、カレカ、ドゥンガ、ロマーリオ、ベベット、カフー、リバウド、ロベルト・カルロス、ロナウド、ジーダ、ロナウジーニョ、ダニエウ・アウヴェス、アドリアーノ、カカ、ジュリオ・セザール、ロビーニョ、フレッジ、フッキ、ルイス・グスタヴォ、ジョー、パウリーニョ、ネイマール、ダヴィド・ルイス、チアゴ・シウバ、ガブリエウ・ジェズス、コウチーニョ、アリソン、エデルソン、リシャルリソン、ヴィニシウス・ジュニオールなど、世界のサッカー史に残る選手を多数輩出しており、ブラジルは自他ともに認める世界一のサッカー大国である。

### 優勝大会
FIFAワールドカップ
- 1958年 - スウェーデン大会
- 1962年 - チリ大会
- 1970年 - メキシコ大会
- 1994年 - アメリカ大会
- 2002年 - 日韓大会

## バスケットボール

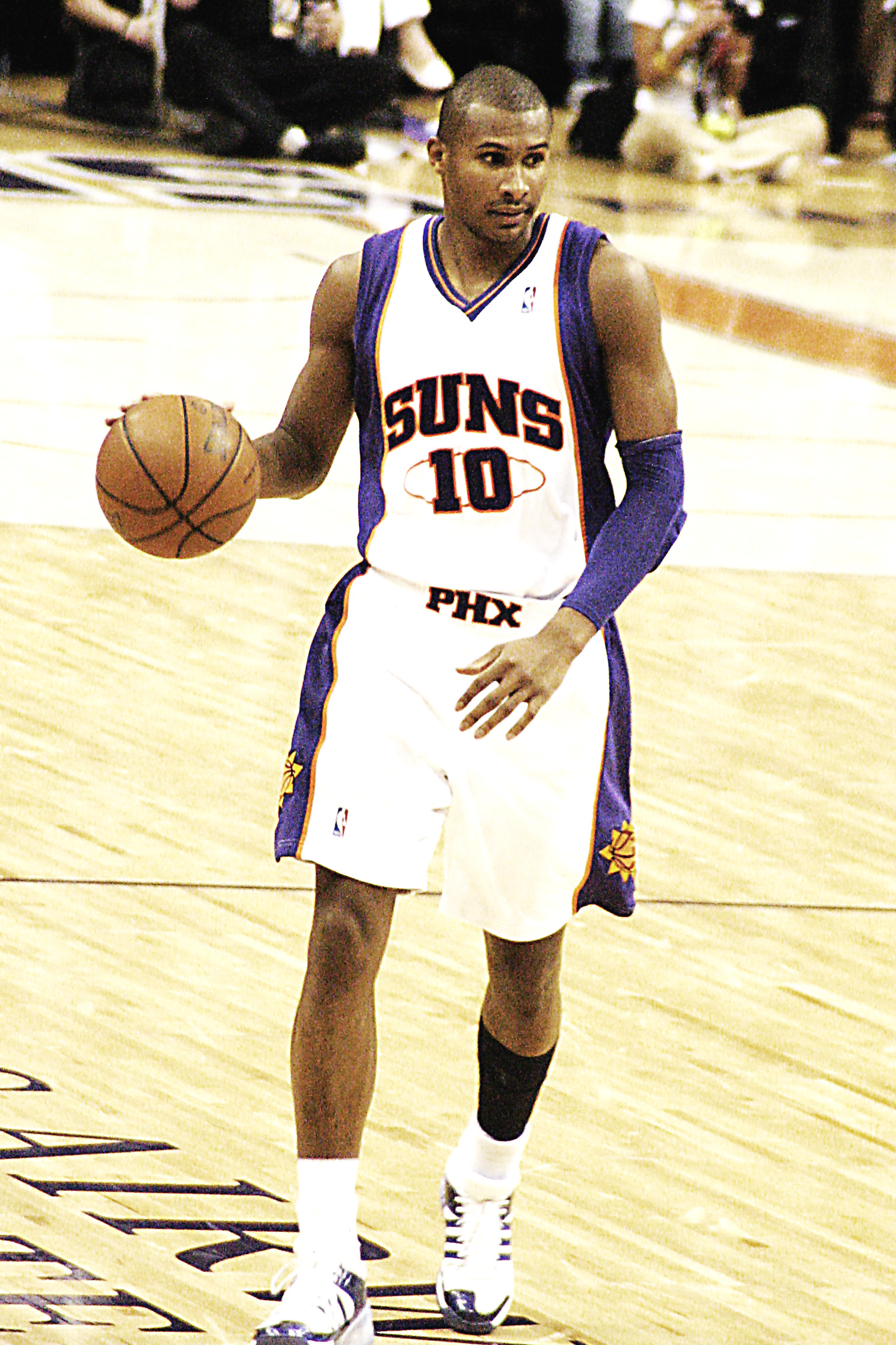
バルボサ

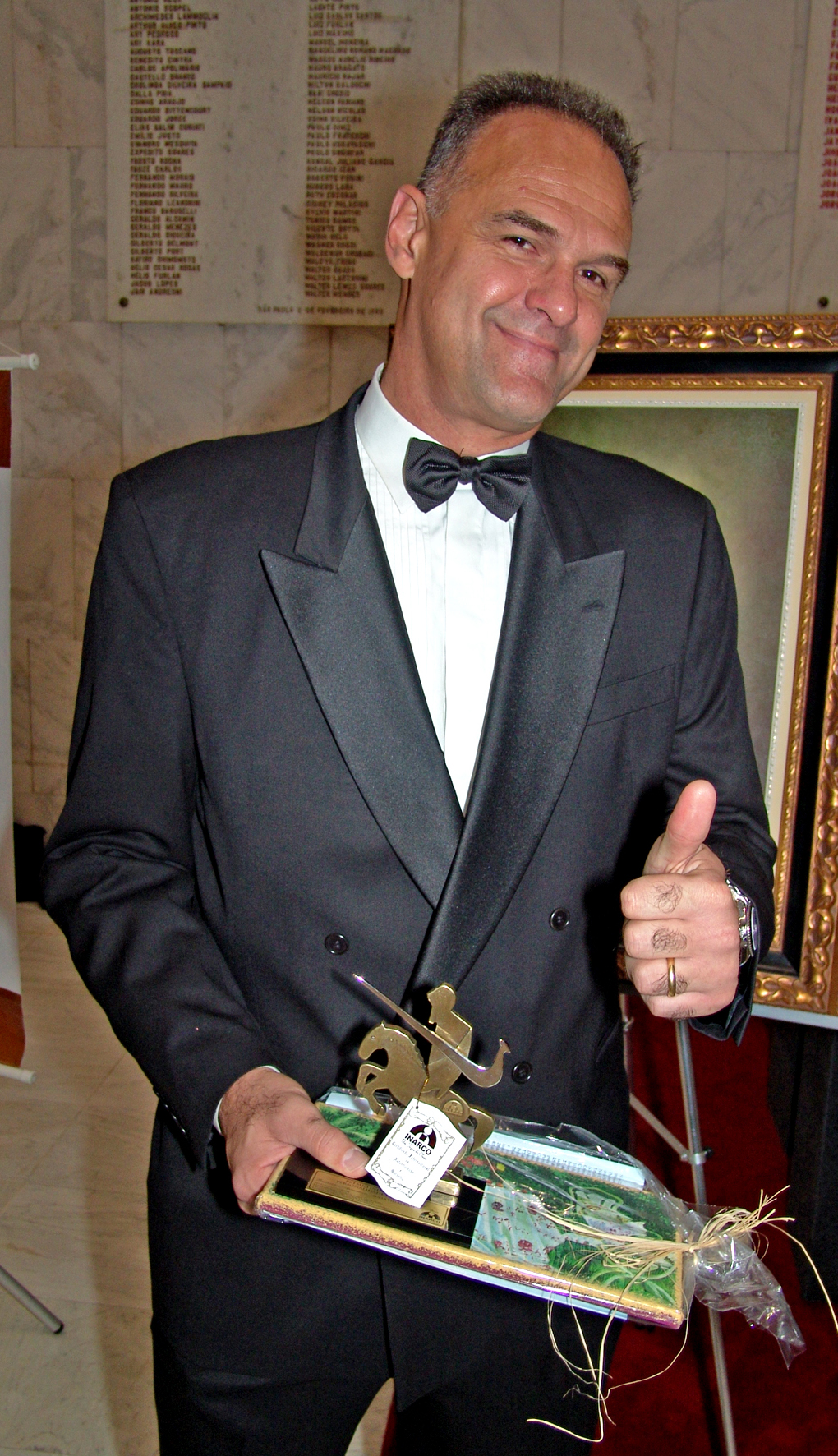
シュミット

ブラジルは男女共に近年数多くのNBA選手やWNBA選手を輩出しており、男子の現役選手ではNBAでシックスマン賞を獲得したリアンドロ・バルボサや同国史上初のNBAファイナリストとなったアンダーソン・ヴァレジャオ、そしてネネイなどが有名。過去では世界的に伝説となったオスカー・シュミットが最も有名である。シュミットはNBAドラフトで指名されたがNBAに行かなかったバスケットボール選手としては世界史上最高の選手とも言われている。
国内にはNBBと呼ばれるプロバスケットボールリーグを持ち、リーガ・スダメリカーナにも参加している。代表はこれまでにオリンピック出場13回、ワールドカップ（旧世界選手権）には大会が創設された1950年から現在に至るまで全大会に出場（15大会連続出場）を誇る南北アメリカ大陸の強豪として知られる。世界選手権では1959年と1963年に2大会連続で金メダルを、1970年には銀メダルを獲得している。
バスケットボールアメリカ選手権（通称『FIBAアメリカカップ』）では、過去4度金メダル(1984年、1988年、2005年、2009年)、銀メダル1度(2001年)、銅メダル4回(1989年、1992年、1995年、1997年)を獲得している。近年の代表チームの課題はNBA選手が多くなって来た為、主力が全員揃わない事が度々あり（NBAのチームの中には怪我を恐れて選手の代表活動への参加を許可しないチームもある）、特にネネイなどは近年自身の怪我とチームからの許可が降りない為代表チームには2001年以来参加していない。
日本のB.LEAGUEにおいてもパリオリンピック出場メンバーであるレオナルド・メインデルやクリスティアーノ・フェリシオなどブラジル代表クラスがプレーしている。
女子は、オリンピックには1992年バルセロナ五輪から5大会連続で出場し、1996年アトランタ五輪では銀メダル、2000年シドニー五輪では銅メダルを獲得した。
ワールドカップ（旧世界選手権）には14回の出場を誇り、1971年に銅メダル、そして、1994年には優勝を果たした。
バスケットボールアメリカ選手権（通称『FIBAアメリカップ』）では、過去4度金メダル(1997年、2001年、2003年、2009年)、銀メダル4度(1989年、1993年、1999年、2005年)、銅メダル1回(2007年)を獲得している。

## バレーボール
バレーボールも、ブラジル国内で人気のスポーツとなっている。男子は、80年代に力を付け2000年代に入るとジバらを擁し、ワールドリーグ5連覇を達成するなど他国を圧倒している。女子は2008年の北京五輪で優勝している。またブラジルでは海岸が多いことを生かしたビーチバレーも盛んであり、男子・女子ともにオリンピックや世界選手権の上位を常に占めるなど世界レベルの強さを誇っている。

## 個人競技

### テニス

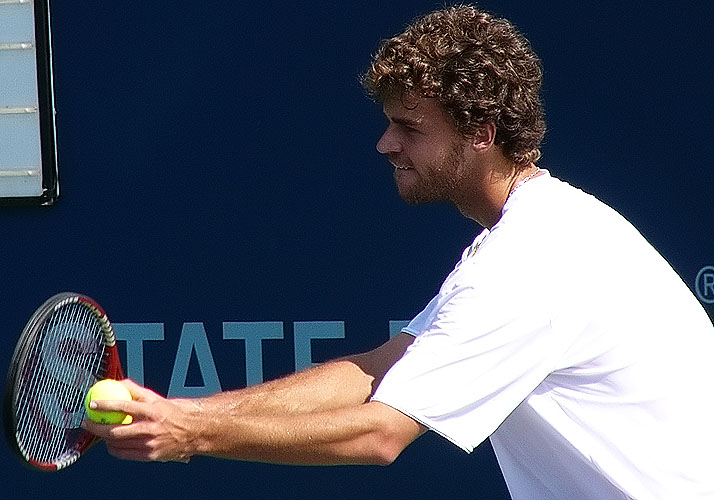
グスタボ・クエルテン

南米の国家では歴史・実力共に隣国アルゼンチンに次ぐテニス大国として知られており、男子シングルスでは1963年全米選手権シングルスベスト4、1964年全仏選手権シングルスベスト8に進出したロナルド・バーンズ、1980年代後半から90年代後半にかけて活躍したルイス・マタール、1997年全仏オープンシングルスでブラジル人男子として初のグランドスラムシングルス優勝を果たし、ATPシングルス年間ランキング1位を記録するなど一時代を築いたグスタボ・クエルテン、1996年アトランタ五輪男子シングルス4位入賞、1997年全仏オープンシングルスベスト4に進出したフェルナンド・メリジェニ、2000年代ではフラビオ・サレッタ、リカルド・メロ、トマス・ベルッチらがシングルストップ50に到達している。また1973年から開始したATPシングルス年間ランキングにおいてもトップ100選手が途絶えたのは2010年現在1973年 と1977年、クエルテンのツアー長期離脱と世代交代の遅れが重なりブラジルテニス界が一時停滞期に陥った2006年,2007年 の4度のみであり、その間数多くのトップ選手を連綿と輩出してきたテニス強国である。
ダブルスの分野においても1975年全仏オープン混合ダブルス部門でウルグアイのフィオレラ・ボニセジと組んで優勝したトマス・コッホ、1982年全仏オープン混合ダブルス部門で同じブラジルのクラウディオ・モンテイロと組み準優勝し、1983年にダブルス最高4位を記録しカシオ・モッタ、モッタのダブルスパートナーで同じく1983年にダブルス最高6位を記録したカルロス・カーマイヤー、2001年全仏オープン混合ダブルス部門でアルゼンチンのパオラ・スアレスと組み準優勝したジャイミ・オンシンス、2009年全仏オープン混合ダブルスでアメリカのバニア・キングと組み準優勝したマルセロ・メロ、そのメロと2000年代にダブルスを組んで活躍したアンドレ・サや、ブルーノ・ソアレスらがこれまでにツアートップレベルで活躍している。またこの他にも日系ブラジル人選手で後に日本に帰化し、日本代表にも選出されるなど日本で活躍した古庄エドワルドのような選手も存在する。1932年から参戦を開始した男子国別対抗戦デビスカップにおけるブラジル代表は2011年現在最上位カテゴリであるワールドグループに通算11回出場しており、これは南米の国家としてはアルゼンチン代表の19回に次ぐ記録である。中でもマタール、モッタ、オンシンスらを擁した1992年、クエルテン、メリジェニ、オンシンスらを擁した2000年の2度ワールドグループ準決勝に進出しており、これが2011年現在のブラジル代表の最高成績となっている。
女子では1950年代後半から1960年代にかけてグランドスラムシングルス7勝、同ダブルス10勝、同混合ダブルス1勝を挙げ同国のテニス選手として初めて国際テニス殿堂入りを果たすなど女子テニス界の一時代を築いた名選手マリア・ブエノや、1970年代後半から1980年代にかけてWTAツアーレベルで活躍したパトリシア・メドラード、1982年全仏オープン混合ダブルス部門でカシオ・モッタと組み準優勝したクラウディオ・モンテイロ、1980年代後半に活躍したネージュ・ディアスらが居るが、1990年代以降は単複ともツアーレベルに到達した選手はおらず、1993年全米オープンシングルスに出場したアンドレア・ヴィエラを最後に2010年現在までグランドスラムシングルス部門に出場した選手も現れていないなど、男子と比してその選手層は薄い上に長期低落傾向にある。1965年に参戦を開始した女子国別対抗戦フェドカップにおけるブラジル代表も1980年代までは最上位カテゴリのワールドグループに通算19回出場する常連国であり、1965年と1982年の2度準々決勝進出を果たすなど強豪国の一角を占める存在であったが、1990年代に入ると前述の通りブラジル女子テニス界は衰退の一途を辿って行き、1991年にワールドグループから陥落して以降、2011年現在までトップグループへの復帰は果たせていない。
2011年現在ブラジルで開催されているATPツアー大会は、2001年から開始したブラジル・オープンである。同大会は当初WTAツアーとの共催大会として始まったが、2002年大会を最後に女子部門は終了、以降同国ではWTAツアー大会は開催されておらず、同国女子テニス界の一層のレベル低下に拍車を掛ける遠因となっている。またこの他では1984年にサンパウロでフェデレーションカップを開催した実績がある。

### モータースポーツ

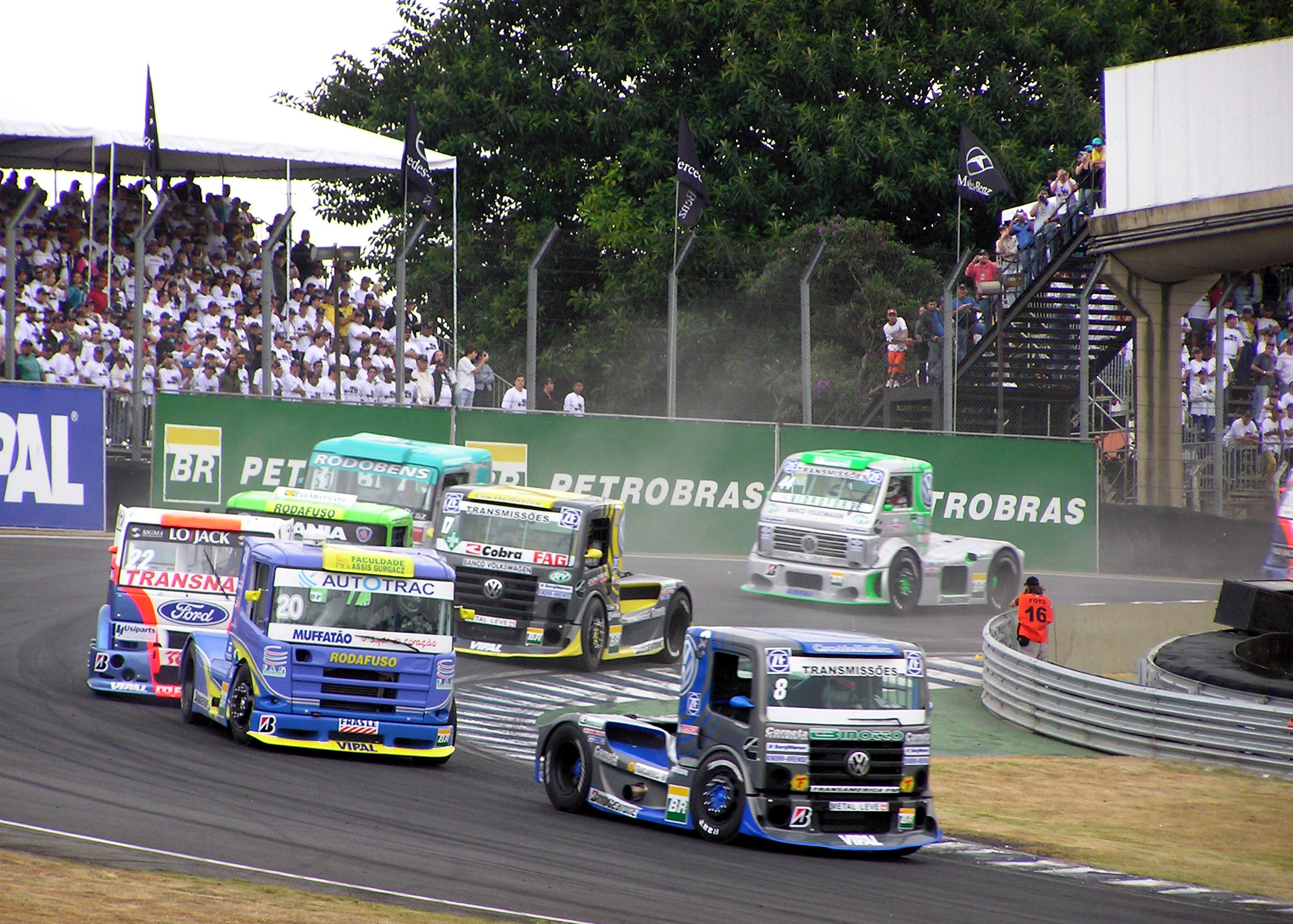
インテルラゴス・サーキットで行われているフォーミュラ・トラックのレース。

ブラジルでは富裕層を中心に古くからモータースポーツが盛んで、南東部と南部を中心に国際規格を満たした規模の大きなレース用サーキットを多数持つ。それらのサーキットにおいては、シボレー（ゼネラルモーターズ）など大手自動車会社の後援で各種の選手権が行われており、加えてサンパウロ市郊外のインテルラゴス・サーキットでは毎年F1世界選手権が開催されている（以前はリオデジャネイロのネルソン・ピケ・サーキットでも行われていた）。

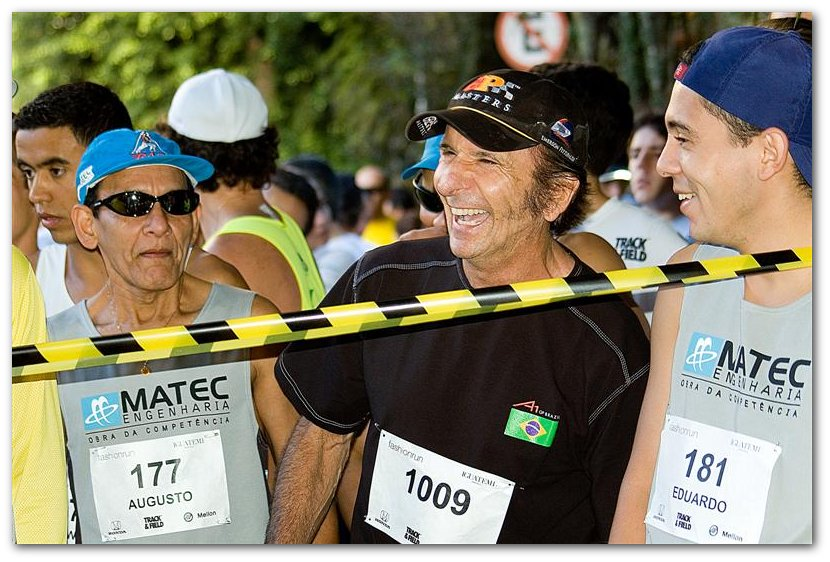
エマーソン・フィッティパルディ（中央）

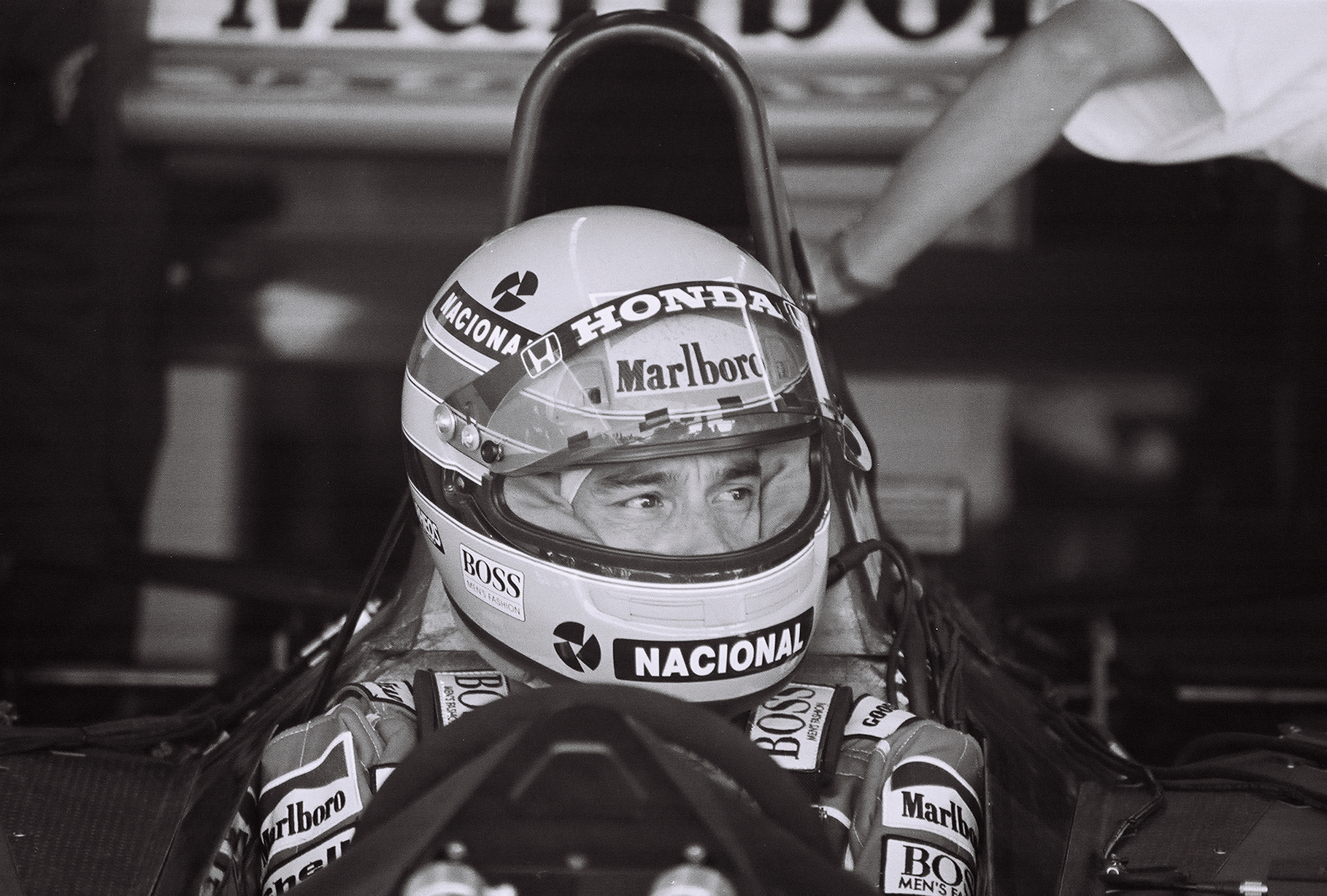
アイルトン・セナ

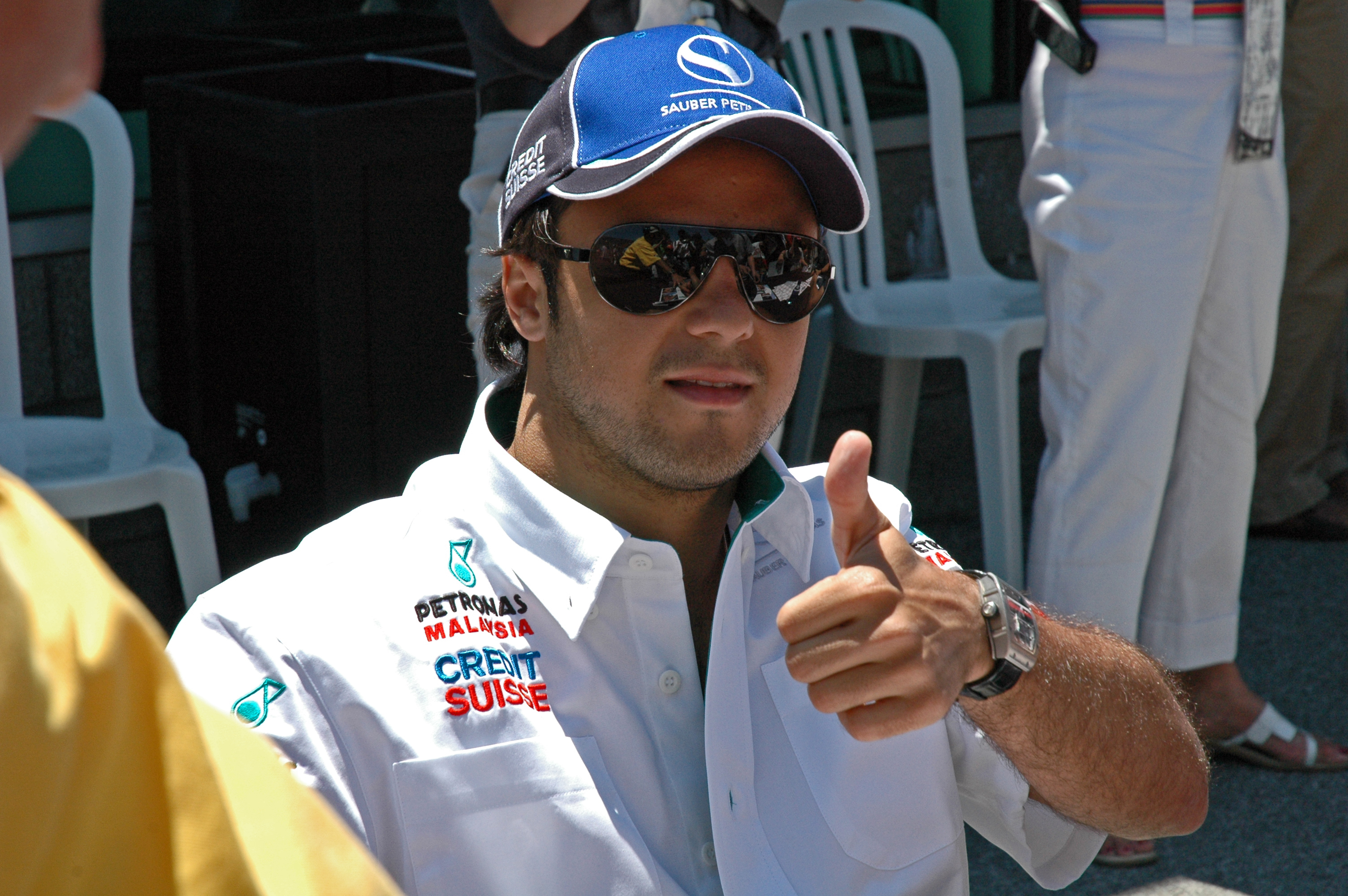
フェリペ・マッサ

レーシングドライバーではエマーソン・フィッティパルディ、ネルソン・ピケ、アイルトン・セナら、3人のF1チャンピオンを輩出した他、北米におけるインディ500やCART、IRLといったレース・選手権においても、上記のエマーソン・フィッティパルディ、ジル・ド・フェラン、クリスチアーノ・ダ・マッタら多数のチャンピオンを生み出しており、著名なレーシングドライバーを幾人も輩出したイギリスやイタリア、ドイツ、フランスと並ぶモータースポーツ大国でもある。
国内選手権としてはストックカー・ブラジルが最も人気のあるレースで、ジアフォーネ一族が多数の有力ドライバーを輩出している。またF1はじめとする海外フォーミュラを経験した有力ドライバーたちもこれによく参戦している。日本ではフォーミュラ・ニッポンおよびSUPER GT GT300クラスの王者となった日産系ドライバーのジョアオ・パオロ・デ・オリベイラがよく知られる。また日系人ドライバーのラファエル鈴木、日本生まれのイゴール・フラガなどもフォーミュラなどに参戦している。
歴代ドライバー
- 1970年代～
  - エマーソン・フィッティパルディ - F1チャンピオン（1972年、1974年）、インディ500優勝（1989年、1993年）、CARTチャンピオン（1989年）
  - ホセ・カルロス・パーチェ
  - ウィルソン・フィッティパルディ
  - ネルソン・ピケ - F1チャンピオン（1981年、1983年、1987年）
  - インゴ・ホフマン
- 1980年代～
  - アイルトン・セナ - F1チャンピオン（1988年、1990年、1991年）
  - ロベルト・モレノ
  - ラウル・ボーセル - スポーツカー世界選手権チャンピオン（1987年）
  - マウリシオ・グージェルミン
  - マウリシオ・サンドロ・サーラ
- 1990年代～
  - ルーベンス・バリチェロ
  - クリスチャン・フィッティパルディ
  - ジル・ド・フェラン - CARTチャンピオン（2000年、2001年）、インディ500優勝（2003年）
  - ペドロ・ディニス
  - トニー・カナーン - IRLチャンピオン（2004年）
  - エリオ・カストロネベス - インディ500優勝（2001年、2002年）
  - リカルド・ゾンタ
  - パオロ・カルカッシ
- 2000年代～
  - エンリケ・ベルノルディ
  - アントニオ・ピッツォニア
  - クリスチアーノ・ダ・マッタ - CARTチャンピオン（2002年）
  - フェリペ・マッサ
  - ネルソン・ピケJr.
  - カカ・ブエノ
  - ジョアオ・パオロ・デ・オリベイラ - フォーミュラ・ニッポン王者（2010年）
- 2010年代～
  - ルーカス・ディ・グラッシ - フォーミュラE王者
  - ブルーノ・セナ
  - クリスチャン・フィッティパルディ - デイトナ24時間総合優勝者、ユナイテッド・スポーツカー選手権王者
  - ダニエル・セラ
  - フェリペ・ナスル
  - ピポ・デラーニ - デイトナ24時間総合優勝

## その他の競技

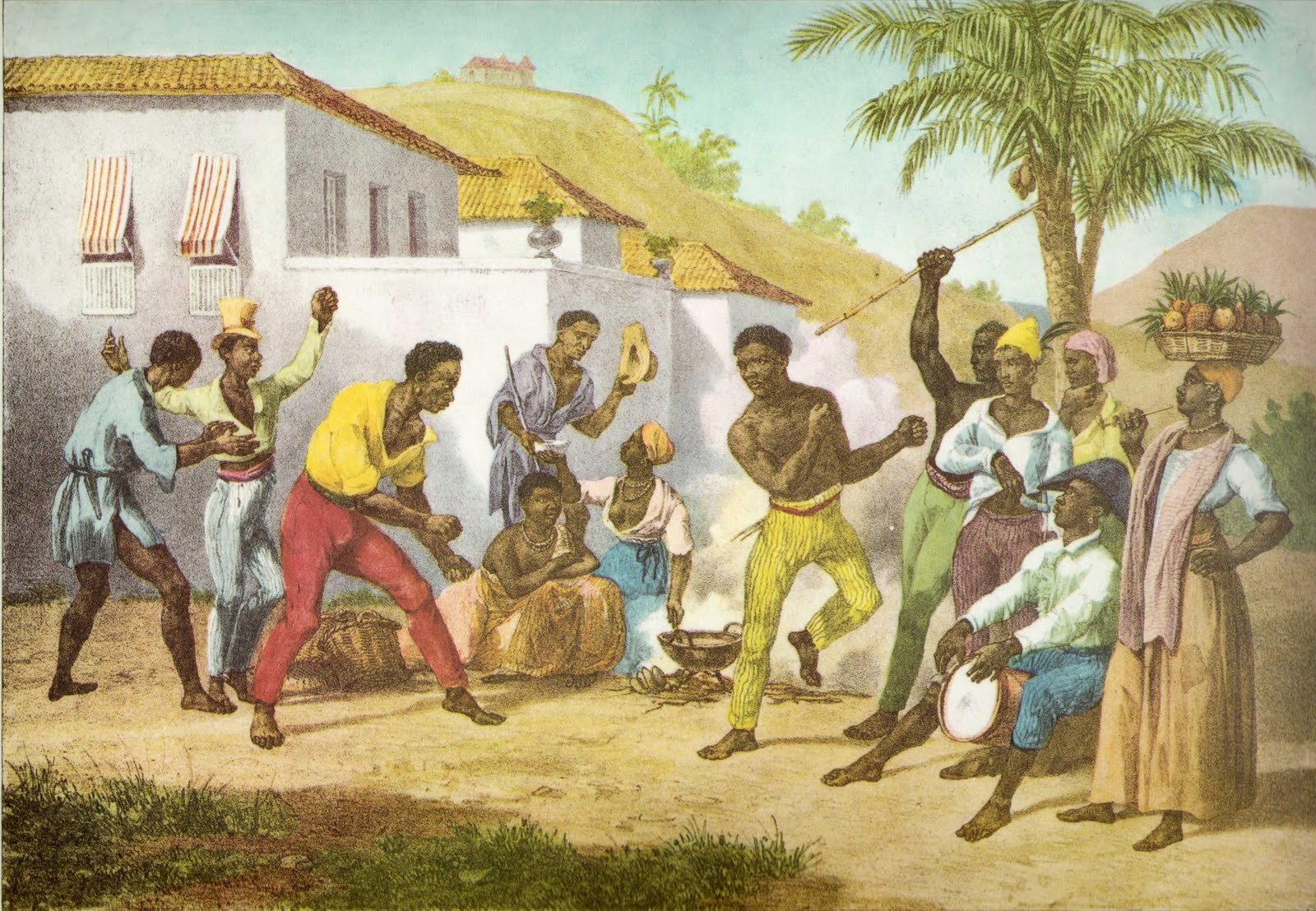
「カポエイラ、または戦争のダンス」(1835年)

上記以外のブラジルのスポーツとしては、総合格闘技やキックボクシング、ブラジリアン柔術、柔道などの格闘技や、ウィンドサーフィンやハンググライダーなどブラジルでは多様な文化と広大な国土を背景に様々なスポーツが行われている。サーフィンも盛んであり、世界最高峰のチャンピオンシップツアー（CT）選手も多く排出している。都市部では競馬が行われている他、ブラジルのオリジナルスポーツとしては格闘技とダンス、音楽がミックスされたカポエイラがある。
さらにリオデジャネイロ発祥のビーチスポーツとして、木製のラケットでゴム製のボールを打ち合う競技フレスコボールが存在している。2015年2月には、リオデジャネイロの無形文化遺産にフレスコボールが登録された。さらに同年3月には、メキシコのプラヤ・デル・カルメンにて第1回フレスコボール世界選手権が開催されている。